# Christian Lesur
Christian Lesur, né à Nîmes (France, département du Gard) le 10 novembre 1947, est un matador français.

## Présentation et carrière
Sa première novillada non piquée a lieu à Perols (Hérault) le 5 juillet 1970. Le 8 mai 1977, il participe à sa première novillada piquée à Saint-Gilles (Gard) en compagnie du rejoneador Jacques Bonnier et de Patrick Varin, devant des novillos de la ganadería Pourquier . Il prend son alternative le 29 octobre 1978 à Fuengirola (Espagne, province de Malaga), avec pour parrain, Antonio Chacón et pour témoin Jesús Vázquez, devant le taureau Riguroso de la ganadería du marquis de Ruchena.
Après une carrière honorable mais moyenne, il a abandonné le ruedo pour créer le Centre français de tauromachie de Nîmes où il a enseigné et dont il est maintenant le président.
Selon Jean-Baptiste Maudet : « Christian Lesur fait partie d'une série de matadors français qui, à la suite de Richard Milian, Chinito de Francia,  Robert Pilés, s'est développée vers la fin des années 1970 et dans les années 1980, avec  notamment Stéphane Meca et  Nimeño II. »